# Maurice Louis-Joseph-Dogué
Maurice Louis-Joseph-Dogué, né le 15 janvier 1927 à Ducos et mort le 3 novembre 2002 dans la même commune, était un homme politique français.

## Biographie
Il fonde en 1990 le Parti Martiniquais Socialiste avec Olga Delbois et Ernest Wan-Ajouhu, maires des Anses-d'Arlet et du François.

## Détail des fonctions et des mandats
Mandats parlementaires
- 2 avril 1986 - 14 mai 1988 : Député de la Martinique
- 13 juin 1988 - 1er avril 1993 : Député de la 4e circonscription de la Martinique

Mandats locaux
- mars 1971 - juin 1995 : Maire de Ducos
- 1973 - 1995 : Conseiller général du canton de Ducos
- 1983 - 1986 : Conseiller régional de la Martinique